# Nekrolog 1839
Nekrolog
◄◄
| ◄
| 1835
| 1836
| 1837
| 1838
| 1839 | 1840 | 1841 | 1842 | 1843 | ► | ►►
Weitere Ereignisse | Allgemeiner Nekrolog 1839
Die Beschreibung der verstorbenen Person sollte so kurz wie möglich gehalten sein und nur deren signifikante Tätigkeit(en) enthalten.
Neue Namen ggf. auch unter dem Geburts- und Sterbedatum, also etwa unter 1. Januar und im Geburts- und Sterbejahr (2024) eintragen (nur bei entsprechender großer Wichtigkeit). Für Beispiele siehe die schon vorhandenen Artikel.
Außerdem über die fünf zuletzt Verstorbenen, zu denen es einen ausreichend guten Artikel für eine Präsentation auf der Hauptseite gibt, nach der todesbedingten Überarbeitung der Artikel ggf. auch unter Wikipedia Diskussion:Hauptseite informieren und sie am besten auch in den anderen Wikipedia-Sprachversionen eintragen. Tipp: Regelmäßig bei news.google.de nach „ist tot“, „gestorben“ oder „verstorben“ suchen.
Wenn eine Person gestorben ist, gibt es viele Seiten zu dieser Person in der Wikipedia, die davon auch betroffen sind und entsprechend aktualisiert werden müssen. Beispiele: Namenübersichtsseite, Geburtsjahr, Geburtsort-Seiten und viele mehr.
Wie finde ich die betroffenen Seiten?
Im Suchfeld auf der linken Seite gibt man den Suchbegriff so ein: „Vorname Nachname“. Dann klickt man auf Volltext und alle Seiten mit entsprechendem Suchtext werden aufgerufen. Hier sieht man dann schnell, wo auch das Todesjahr Sinn macht oder sogar ein Teil des Artikels angepasst werden muss. Auch hilft das „Werkzeug“ auf der linken Seite sehr gut, um solche Seiten aufzufinden: „Links auf diese Seite“. Somit ist die Wikipedia wieder aktuell in allen Bereichen! Hinweis: bei Eintragung der Kategorie „Gestorben JAHR“ wird der Missbrauchsfilter 49 ausgelöst, was jedoch nicht schlimm ist. Siehe: Spezial:Missbrauchsfilter/49
Dies ist eine Liste von im Jahr 1839 verstorbenen bekannten Persönlichkeiten. Die Einträge erfolgen innerhalb der einzelnen Daten alphabetisch sortiert. Tiere sind im Nekrolog für Tiere zu finden.

## Januar
| Tag        | Name                            | Beruf, bekannt als                                                                    | Alter | Beleg |
| ---------- | ------------------------------- | ------------------------------------------------------------------------------------- | ----- | ----- |
| 1. Januar  | Johann Ulrich Wehrli            | Schweizer Komponist, Dirigent und Musikpädagoge                                       | 44    |       |
| 2. Januar  | Josef Krasoslav Chmelenský      | tschechischer Kritiker, Dichter, Librettist und Volksaufklärer                        | 38    |       |
| 2. Januar  | Marie Christine d’Orléans       | französische Prinzessin und Herzogin von Württemberg                                  | 25    |       |
| 3. Januar  | Giorgio Des Geneys              | Admiral des Königreiches Sardinien-Piemont                                            | 77    |       |
| 4. Januar  | Jean-Augustin Franquelin        | französischer Kunstmaler                                                              | 40    |       |
| 4. Januar  | James Wilson                    | US-amerikanischer Politiker                                                           | 72    |       |
| 6. Januar  | Antoine Saulnier de Beauregard  | französischer Trappist, Prior, Abt und Klostergründer                                 | 74    |       |
| 6. Januar  | Karl Appel von Kapocsányi       | ungarischer Landwirt                                                                  |       |       |
| 7. Januar  | Johann Daniel Albrecht Hoeck    | deutscher Kameralist und Polizeidirektor                                              | 75    |       |
| 7. Januar  | Jacquette Löwenhielm            | Mätresse von Oskar I. von Schweden und Norwegen                                       | 41    |       |
| 8. Januar  | Christian Jacob Wagenseil       | deutscher Schriftsteller, Aufklärer und Publizist                                     | 82    |       |
| 10. Januar | Christoph von Lieven            | russischer General und Diplomat                                                       |       |       |
| 10. Januar | John Van Ness Yates             | US-amerikanischer Jurist und Politiker                                                | 59    |       |
| 12. Januar | Georg Wilhelm Böhmer            | deutscher Theologe und Kirchenrechtsgelehrter                                         | 77    |       |
| 12. Januar | Josef Anton Kirchebner          | österreichischer Maler                                                                | 81    |       |
| 12. Januar | Joseph Anton Koch               | österreichischer Maler                                                                | 70    |       |
| 17. Januar | Friedrich Guimpel               | deutscher Maler und Kupferstecher                                                     | 64    |       |
| 18. Januar | Karl Heinrich Stephan von Block | preußischer Generalleutnant                                                           | 57    |       |
| 19. Januar | Ludwig                          | Landgraf von Hessen-Homburg                                                           | 68    |       |
| 19. Januar | Georg Abraham Schneider         | deutscher Hornist, Komponist und preußischer Hofkapellmeister                         | 68    |       |
| 19. Januar | Friedrich Ludwig von Stechow    | preußischer Offizier                                                                  | 67    |       |
| 20. Januar | Adolf Törneros                  | schwedischer Schriftsteller, Philologe, Universitätslehrer und Humanist               | 44    |       |
| 21. Januar | Johannes Cornelis Haccou        | niederländischer Maler                                                                | 40    |       |
| 22. Januar | Friederike Beckert              | deutsche Schriftstellerin                                                             |       |       |
| 26. Januar | Jens Esmark                     | dänischer Geologe                                                                     | 75    |       |
| 26. Januar | Stephen Van Rensselaer III.     | US-amerikanischer Politiker, General und Philanthrop                                  | 74    |       |
| 28. Januar | William Beechey                 | britischer Maler, Porträtmaler                                                        | 85    |       |
| 29. Januar | Immanuel Nobelius               | schwedischer Arzt                                                                     | 81    |       |
| 30. Januar | Jean Marie Thérèse Doazan       | französischer Beamter, letzter Präfekt des Département de Rhin-et-Moselle (1810–1814) | 65    |       |
| 31. Januar | Salvatore Dal Negro             | italienischer Physiker und Professor für Mechanik und experimentelle Physik           | 70    |       |

## Februar
| Tag         | Name                              | Beruf, bekannt als                                                                                      | Alter | Beleg |
| ----------- | --------------------------------- | --- | ----- | ----- |
| 1. Februar  | Albrecht Besserer von Thalfingen  | bayerischer Offizier, zuletzt Generalmajor sowie Kriegsminister                                         | 51    |       |
| 1. Februar  | Giuseppe Valadier                 | italienischer Architekt, Städtebauer, Archäologe und Goldschmied                                        | 76    |       |
| 3. Februar  | Samuel Eddy                       | US-amerikanischer Politiker                                                                             | 69    |       |
| 3. Februar  | Vincenzo Garofali                 | italienischer Ordensgeistlicher, Theologe und Kurienbischof                                             | 79    |       |
| 3. Februar  | Paul Oesterreicher                | deutscher Archivar und Historiker                                                                       | ~73   |       |
| 4. Februar  | Heinrich Ludwig Lattermann        | sächsischer Unternehmer und Landtagsabgeordneter                                                        |       |       |
| 5. Februar  | Asahel Stearns                    | US-amerikanischer Politiker                                                                             | 64    |       |
| 6. Februar  | Heinrich August Wilhelm von Bülow | deutscher Oberforstmeister                                                                              | 57    |       |
| 6. Februar  | Franz Wernekinck                  | deutscher Arzt und Botaniker                                                                            | 74    |       |
| 7. Februar  | Johann Baptist von Mühldorfer     | bayerischer Bierbrauer und Politiker                                                                    | 66    |       |
| 7. Februar  | Karl August Nicander              | schwedischer Schriftsteller und Lyriker                                                                 | 39    |       |
| 7. Februar  | James Porter                      | US-amerikanischer Jurist und Politiker                                                                  | 51    |       |
| 10. Februar | Pedro Romero                      | spanischer Torero                                                                                       | 84    |       |
| 12. Februar | Augustin Handle                   | Abt des Stiftes Stams                                                                                   | 64    |       |
| 12. Februar | Parry Wayne Humphreys             | US-amerikanischer Politiker                                                                             |       |       |
| 12. Februar | Therese zu Mecklenburg            | Prinzessin, geborene Herzogin zu Mecklenburg und Ehefrau des Fürsten Karl Alexander von Thurn und Taxis | 65    |       |
| 12. Februar | Widar Ziehnert                    | deutscher Dichter und Sagensammler                                                                      | 24    |       |
| 13. Februar | Heinrich Blümner                  | deutscher Jurist und Mäzen                                                                              | 73    |       |
| 14. Februar | Leopold Conradi                   | deutscher Kaufmann                                                                                      | 62    |       |
| 14. Februar | Adelheid Reinbold                 | deutsche Schriftstellerin                                                                               | 39    |       |
| 14. Februar | Friedrich Adolf Sauer             | deutscher Pfarrer, Pädagoge und Schulreformer                                                           | 74    |       |
| 14. Februar | Gottlieb Friedrich Wagner         | schwäbischer Mundartdichter                                                                             | 64    |       |
| 15. Februar | Thomas Dolliner                   | österreichischer Jurist und Hochschullehrer                                                             | 78    |       |
| 16. Februar | Marie Étienne de Barbot           | französischer General                                                                                   | 68    |       |
| 16. Februar | Ludwig Berger                     | deutscher Komponist, Pianist und Klavierpädagoge                                                        | 61    |       |
| 23. Februar | Michail Michailowitsch Speranski  | russischer Staatsmann und liberaler Reformer                                                            | 67    |       |
| 24. Februar | Roch-Ambroise Auguste Bébian      | erster Hörender, der die Gebärdensprache der Gehörlosen nahezu perfekt beherrschte                      | 49    |       |
| 24. Februar | José Gaspar Marín                 | chilenischer Anwalt und Politiker                                                                       |       |       |
| 23. Februar | Johann Mayer von Heldenfeld       | k.k. Generalmajor, Kommandant von Arad                                                                  | 70    |       |
| 24. Februar | Johann Gotthelf Richter           | deutscher Jurist                                                                                        | 61    |       |
| 24. Februar | Johann Kaspar Schneider           | deutscher Maler                                                                                         | 85    |       |
| 25. Februar | Andreas Alois Di Pauli            | österreichischer Jurist                                                                                 | 77    |       |
| 25. Februar | Adolph Straube                    | deutscher Bildhauer und Modelleur                                                                       | 29    |       |

## März
| Tag      | Name                                                | Beruf, bekannt als                                                                                       | Alter | Beleg |
| -------- | --------------------------------------------------- | --- | ----- | ----- |
| 1. März  | Carl Friedrich Ludwig von Gontard                   | Ehrenbürger Berlins                                                                                      | 74    |       |
| 1. März  | Luigi Romanelli                                     | italienischer Librettist                                                                                 | 87    |       |
| 2. März  | Zerah Colburn                                       | mathematisches Wunderkind                                                                                | 34    |       |
| 2. März  | Raimundo José da Cunha Matos                        | portugiesisch-brasilianischer Militär (Feldmarschall) und Militärschriftsteller                          | 62    |       |
| 2. März  | Eleazer Wheelock Ripley                             | US-amerikanischer General im Britisch-Amerikanischen Krieg und Politiker                                 | 56    |       |
| 2. März  | Max Werner Joseph Anton Wolff-Metternich zur Gracht | nassauischer Landtagsabgeordneter                                                                        | 68    |       |
| 3. März  | Charlotte Napoléone Bonaparte                       | holländische Königin und kaiserlich französische Prinzessin                                              | 36    |       |
| 3. März  | Carl von Wilpert                                    | deutsch-baltischer Arzt                                                                                  | 61    |       |
| 4. März  | Ignaz Anton Ladurner                                | italienischer Komponist                                                                                  | 72    |       |
| 5. März  | Andreas Kretzschmer                                 | deutscher Jurist, geheimer Kriegsrat, Komponist, Musikwissenschaftler und Volksliedforscher              | 63    |       |
| 6. März  | Agnes Carus                                         | deutsche Sängerin                                                                                        | 36    |       |
| 6. März  | Karl Wilhelm Ludwig von Isenburg                    | badischer Generalmajor                                                                                   | 53    |       |
| 7. März  | Andor Horváth                                       | ungarischer Epiker                                                                                       | 60    |       |
| 8. März  | Christian Friedrich von Cochenhausen                | deutscher Militär und Politiker                                                                          | 69    |       |
| 8. März  | Georg Joseph August Kollmann                        | deutscher Arzt und Botaniker                                                                             | 42    |       |
| 8. März  | Augustin Stark                                      | deutscher Naturforscher, Lehrer und Domherr                                                              | 68    |       |
| 9. März  | François Antoine Lallemand                          | französischer General                                                                                    | 64    |       |
| 11. März | Bartholomä Herder                                   | Verleger                                                                                                 | 64    |       |
| 11. März | Nicolas Alexandre Salins de Montfort                | französischer klassizistischer Architekt                                                                 | 86    |       |
| 13. März | Wenzel Robert von Gallenberg                        | österreichischer Komponist und Intendant                                                                 | 55    |       |
| 13. März | Johann Schön                                        | österreichischer Jurist, Staatswissenschaftler und Schriftsteller                                        | 36    |       |
| 14. März | Georg Alexander Ruperti                             | deutscher lutherischer Theologe                                                                          | 80    |       |
| 16. März | Otto Sigismund Runge                                | deutscher Bildhauer                                                                                      | 32    |       |
| 18. März | Henry Ridgely Warfield                              | US-amerikanischer Politiker                                                                              | 64    |       |
| 19. März | Samuel Gross                                        | US-amerikanischer Politiker                                                                              | 62    |       |
| 19. März | Stephan Schütze                                     | deutscher Schriftsteller, gehörte zum Goethekreis                                                        | 67    |       |
| 20. März | Caspar Voght                                        | Unternehmer, Sozialreformer                                                                              | 86    |       |
| 20. März | Heinrich Ludwig Behrens                             | deutscher Kartograph, Topograph und Offizier                                                             | 51    |       |
| 20. März | Vincenzo Rastrelli                                  | italienischer Komponist und Gesangslehrer                                                                |       |       |
| 22. März | Albertino Bellenghi                                 | italienischer Ordensgeistlicher, Theologe und Kurienerzbischof                                           | 80    |       |
| 22. März | Oluf Braren                                         | deutscher Maler                                                                                          | 52    |       |
| 23. März | Giovanni Augustoni                                  | italienischer Kurienbischof                                                                              | 68    |       |
| 24. März | Christian Gottlob Wild                              | deutscher evangelischer Pfarrer, Begründer der Mundartdichtung des Erzgebirges                           | 53    |       |
| 28. März | Giuseppe Siboni                                     | italienisch-dänischer Tenor, Gesangslehrer und Begründer der Kopenhagener Musikakademie                  | 59    |       |
| 29. März | Heinrich Gröning                                    | Bremer Bürgermeister                                                                                     | 64    |       |
| 29. März | Johann Jacob Mussäus                                | deutscher evangelisch-lutherischer Geistlicher und Volkskundler                                          | 49    |       |
| 29. März | Leopold von Rothkirch und Panthen                   | k. k. Feldmarschall-Lieutenant, kaiserlicher Geheimer Rat und Kämmerer sowie Mitbesitzer von Hönigsdorf. | 70    |       |
| 30. März | Jakob Hainz                                         | österreichischer Architekt                                                                               |       |       |

## April
| Tag       | Name                                | Beruf, bekannt als                                                                      | Alter | Beleg |
| --------- | ----------------------------------- | --------------------------------------------------------------------------------------- | ----- | ----- |
| 1. April  | Benjamin Pierce                     | US-amerikanischer Politiker                                                             | 81    |       |
| 4. April  | Noadiah Johnson                     | US-amerikanischer Jurist und Politiker                                                  |       |       |
| 5. April  | Andreas Staub                       | österreichischer Aquarellmaler und Lithograf                                            | 32    |       |
| 5. April  | John Tipton                         | US-amerikanischer Politiker                                                             | 52    |       |
| 7. April  | Tobias Feilner                      | deutscher Tonwarenfabrikant                                                             | 65    |       |
| 7. April  | Giuseppe Maria Festa                | italienischer Violinvirtuose, Musikpädagoge, Komponist und Dirigent                     | ≈68   |       |
| 8. April  | Pierre Prevost                      | französisch-schweizerischer Philosoph und Physiker                                      | 88    |       |
| 8. April  | Daniel Seitz                        | Landtagsabgeordneter Großherzogtum Hessen                                               | 79    |       |
| 10. April | Matthias Joseph Hayn                | „Moselkönig“                                                                            | 68    |       |
| 10. April | Daniel Steinmann                    | Schweizer Kaufmann und Politiker                                                        | 59    |       |
| 11. April | John Galt                           | schottischer Schriftsteller                                                             | 59    |       |
| 11. April | Benjamin Swan                       | US-amerikanischer Politiker, Kaufmann und Treasurer von Vermont                         | 76    |       |
| 11. April | Wilhelm Jacob Wimpf                 | Nassauer Beamter und Unternehmer, Pionier des Lehmbau                                   | 71    |       |
| 12. April | Charles G. De Witt                  | US-amerikanischer Jurist und Politiker                                                  | 49    |       |
| 14. April | Heinrich Christian Funck            | deutscher Botaniker                                                                     | 67    |       |
| 17. April | Marie Friederike von Hessen-Kassel  | deutsche Adlige                                                                         | 70    |       |
| 18. April | Johann Gottfried Pahl               | württembergischer Autor, Geistlicher und Politiker                                      | 70    |       |
| 19. April | Aaron Ogden                         | US-amerikanischer Senator und Gouverneur von New Jersey                                 | 82    |       |
| 21. April | Friedrich Hufeland                  | deutscher Arzt                                                                          | 64    |       |
| 22. April | Adrian Diel                         | deutscher Arzt und Begründer der Pomologie                                              | 83    |       |
| 22. April | Joseph Daniel Ohlmüller             | deutscher Architekt                                                                     | 48    |       |
| 22. April | Samuel Smith                        | US-amerikanischer Politiker                                                             | 86    |       |
| 23. April | Jacques Félix Emmanuel Hamelin      | französischer Admiral                                                                   | 70    |       |
| 23. April | Johann Daniel Preyßler              | tschechischer Entomologe und Botaniker                                                  |       |       |
| 23. April | Karl Joseph Hieronymus Windischmann | deutscher Arzt, Philosoph und Anthropologe                                              | 63    |       |
| 24. April | Heinrich Ludwig Villaume            | General im Stab Napoleons, Offizier im Befreiungskrieg Südamerikas, Pädagoge, Buchautor | 66    |       |
| 25. April | Godefroy Engelmann                  | deutsch-französischer Lithograf                                                         | 50    |       |
| 25. April | Johann Immanuel Müller              | deutscher Organist, Kantor, Musikdirektor und Komponist                                 | 65    |       |
| 27. April | Isaac Darlington                    | US-amerikanischer Politiker                                                             | 57    |       |
| 29. April | Duncan McArthur                     | US-amerikanischer Politiker                                                             | 67    |       |
| April     | José de las Piedras                 | mexikanischer Offizier                                                                  |       |       |

## Mai
| Tag     | Name                                 | Beruf, bekannt als                                                                                         | Alter | Beleg |
| ------- | ------------------------------------ | --- | ----- | ----- |
| 1. Mai  | Michael Heinrich von Losthin         | preußischer Generalleutnant                                                                                | 76    |       |
| 3. Mai  | Pehr Henrik Ling                     | schwedischer Dichter, Autor, Begründer der schwedischen Gymnastik und Mitbegründer der klassischen Massage | 62    |       |
| 3. Mai  | José Antonio Mexía                   | mexikanischer Unternehmer                                                                                  |       |       |
| 3. Mai  | Ferdinando Paër                      | italienischer Komponist                                                                                    | 67    |       |
| 4. Mai  | Denis Wassiljewitsch Dawydow         | russischer Kriegsschriftsteller und Dichter                                                                | 54    |       |
| 5. Mai  | Leopold von Fürstenwärther           | bayerischer Offizier aus dem Haus Wittelsbach                                                              | 69    |       |
| 5. Mai  | Eduard Gans                          | deutscher Jurist, Rechtsphilosoph und Historiker                                                           | 42    |       |
| 6. Mai  | John Batman                          | australischer Farmer und Geschäftsmann                                                                     | 38    |       |
| 6. Mai  | Wilhelm Blumenhagen                  | deutscher Schriftsteller                                                                                   | 58    |       |
| 6. Mai  | Johann Nepomuk Einsele               | fürstbischöflich-freisingischer Hofkammerfiskal und Bürgermeister von Freising                             |       |       |
| 6. Mai  | Adalbert Johann Polsterer            | österreichischer Historiker, Journalist und Schriftsteller                                                 | 40    |       |
| 7. Mai  | José María Heredia                   | kubanischer Dichter                                                                                        | 35    |       |
| 7. Mai  | Ebenezer Herrick                     | US-amerikanischer Politiker                                                                                | 53    |       |
| 9. Mai  | Joseph Fiévée                        | französischer Journalist, Schriftsteller und Abgeordneter                                                  | 72    |       |
| 10. Mai | Karl Klien                           | deutscher Rechtswissenschaftler                                                                            | 62    |       |
| 11. Mai | Karl Christian Eigenbrodt            | hessischer Politiker                                                                                       | 69    |       |
| 11. Mai | Thomas Cooper                        | englisch-US-amerikanischer Chemiker, Jurist, Ökonom und Politiker                                          | 79    |       |
| 12. Mai | Anton Bilimek                        | österreichischer Zisterzienser                                                                             | 46    |       |
| 13. Mai | Joseph Fesch                         | französischer Kardinal                                                                                     | 76    |       |
| 13. Mai | Ernst Albert Fritze                  | deutscher Arzt und Zoologe                                                                                 | 47    |       |
| 13. Mai | Hugues-Bernard Maret                 | französischer Staatsmann und Publizist                                                                     | 76    |       |
| 14. Mai | Franz von Spee                       | preußischer Landrat und Gutsbesitzer                                                                       | 57    |       |
| 16. Mai | Edward Clive, 1. Earl of Powis       | britischer Politiker, Peer und Kolonialbeamter                                                             | 85    |       |
| 16. Mai | Carl Adolf Otth                      | Schweizer Arzt und Naturforscher                                                                           | 36    |       |
| 16. Mai | Charles Turner junior                | US-amerikanischer Politiker                                                                                | 78    |       |
| 18. Mai | Caroline Bonaparte                   | Schwester von Napoléon Bonaparte, Königin von Neapel                                                       | 57    |       |
| 20. Mai | Karl Dominik Albini                  | Oblate der Makellosen Jungfrau Maria                                                                       | 48    |       |
| 20. Mai | Ernst Friedrich Herbert zu Münster   | deutscher Staatsmann und Politiker im Dienste des Vereinigten Königreiches und des Hauses Hannover         | 73    |       |
| 21. Mai | Johann Christoph Friedrich GutsMuths | deutscher Pädagoge und Mitbegründer des Turnens                                                            | 79    |       |
| 21. Mai | August Christian Wilmanns            | deutscher Jurist                                                                                           | 81    |       |
| 24. Mai | Domingo de Ugartechea                | mexikanischer Offizier                                                                                     |       |       |
| 24. Mai | Johann Maria Kertell                 | deutscher Unternehmer und Politiker                                                                        | 68    |       |
| 25. Mai | Honoré-Nicolas-Marie Duveyrier       | französischer Jurist, Politiker und Autor                                                                  | 85    |       |
| 25. Mai | Karl Joseph von Riccabona            | katholischer Bischof von Passau                                                                            | 77    |       |
| 27. Mai | Bernhard Mitterbacher                | böhmischer Badearzt                                                                                        | 71    |       |
| 28. Mai | Carl Valentin Dölling                | deutscher Kommunalpolitiker                                                                                |       |       |
| 28. Mai | John Graham                          | britischer Botaniker                                                                                       |       |       |
| 30. Mai | Jean-Antoine Verdier                 | französischer General                                                                                      | 72    |       |

## Juni
| Tag      | Name                                        | Beruf, bekannt als | Alter | Beleg |
| -------- | ------------------------------------------- | --- | ----- | ----- |
| 2. Juni  | Friedrich Mosengeil                         | deutscher Stenograf | 66    |       |
| 3. Juni  | Josef Götz                                  | österreichischer Salinen- und Badearzt                                                                                      | 65    |       |
| 4. Juni  | Friedrich Ludwig Kreysig                    | deutscher Mediziner, Botaniker und Musikwissenschaftler                                                                     | 68    |       |
| 6. Juni  | Benedikt Anton Friedrich von Andlau-Homburg | elsässischer Graf, Fürstabt von Murbach, Domherr in verschiedenen Bistümern, Mitglied der französischen Nationalversammlung | 77    |       |
| 6. Juni  | Jean-Jacques de Sellon                      | Publizist, Philanthrop und Begründer der „Société de la paix“ zu Genf                                                       | 57    |       |
| 7. Juni  | August Eduard Preuß                         | deutscher Schulmann und Sachbuchautor                                                                                       | 38    |       |
| 8. Juni  | Aloisia Lange                               | Sängerin, Mozart-Interpretin                                                                                                |       |       |
| 9. Juni  | Joseph Paelinck                             | belgischer Maler | 58    |       |
| 11. Juni | Alexandre Lenoir                            | französischer Kunsthistoriker und Archäologe                                                                                | 77    |       |
| 11. Juni | Regina Strinasacchi                         | italienische Violinistin | 78    |       |
| 12. Juni | Friedrich Wilhelm Streit                    | preußischer Kartograf | 67    |       |
| 13. Juni | Jacob Friedrich Georg Emmrich               | deutscher Jurist und Hochschullehrer                                                                                        | 72    |       |
| 13. Juni | Shibata Kyūō                                | japanischer Gelehrter | 56    |       |
| 15. Juni | Hans Skramstad                              | norwegischer Komponist und Pianist                                                                                          |       |       |
| 16. Juni | Thomas Kittera                              | US-amerikanischer Politiker                                                                                                 | 50    |       |
| 17. Juni | William Cavendish-Bentinck                  | britischer General und Staatsmann                                                                                           | 64    |       |
| 21. Juni | Bonifác Buzek                               | tschechischer Priester, Volksaufklärer, Philosoph und Pädagoge                                                              | 51    |       |
| 21. Juni | Augustin Smith Clayton                      | US-amerikanischer Politiker                                                                                                 | 55    |       |
| 22. Juni | Major Ridge                                 | Krieger und Häuptling der Cherokee                                                                                          |       |       |
| 23. Juni | Mariano Lagasca y Segura                    | spanischer Botaniker | 62    |       |
| 23. Juni | Giuseppe Antonio Sala                       | italienischer Kardinal der Römischen Kirche                                                                                 | 76    |       |
| 23. Juni | Hester Stanhope                             | britische „Königin der Wüste“ und „Mystery Lady of the Orient“                                                              | 63    |       |
| 23. Juni | Juan Cruz Varela                            | argentinischer Schriftsteller, Journalist und Politiker                                                                     | 44    |       |
| 24. Juni | John Floyd                                  | US-amerikanischer Politiker                                                                                                 | 69    |       |
| 26. Juni | Christian Heyser                            | österreichischer evangelisch-lutherischer Theologe und Dramatiker                                                           | 63    |       |
| 26. Juni | Simon Bruté de Rémur                        | französischer Geistlicher und Missionar                                                                                     | 60    |       |
| 26. Juni | Eduard von Tuchsen                          | preußischer Generalmajor | 63    |       |
| 27. Juni | Allan Cunningham                            | englischer Botaniker | 47    |       |
| 27. Juni | Ranjit Singh                                | indischer Herrscher, Herrscher von Punjab                                                                                   | 58    |       |
| 29. Juni | Wilhelm Joseph Heine                        | deutscher Genremaler der Düsseldorfer Schule                                                                                | 26    |       |
| 30. Juni | Johan Olof Wallin                           | schwedischer Theologe und Dichter                                                                                           | 59    |       |

## Juli
| Tag      | Name                              | Beruf, bekannt als                                                                | Alter | Beleg |
| -------- | --------------------------------- | --------------------------------------------------------------------------------- | ----- | ----- |
| 1. Juli  | Mahmud II.                        | Sultan des Osmanischen Reiches (1808–1839)                                        | 53    |       |
| 2. Juli  | Edmund Hardy                      | Landtagsabgeordneter Großherzogtum Hessen                                         | 64    |       |
| 3. Juli  | Jakob Braun                       | österreichischer Blindenschüler und -lehrer                                       |       |       |
| 5. Juli  | Flora Hastings                    | britische Adlige und Hofdame der Duchess of Kent, der Mutter von Königin Victoria | 33    |       |
| 5. Juli  | Karl Friedrich Zepernick          | deutscher Rechtswissenschaftler und Richter                                       | 87    |       |
| 6. Juli  | Gerard Wttewaall van Wickenburgh  | niederländischer Jurist und Agrarwissenschaftler                                  | 63    |       |
| 8. Juli  | Pedro José de Alvarado y Baeza    | zentralamerikanischer Präsident                                                   | 72    |       |
| 8. Juli  | Milan Obrenović II.               | serbischer Fürst                                                                  | 19    |       |
| 9. Juli  | August von Witzleben              | deutscher Schriftsteller                                                          | 66    |       |
| 10. Juli | Fernando Sor                      | spanischer Gitarrist und Komponist                                                |       |       |
| 14. Juli | Tebaldo Monzani                   | italienischer Flötist, Musikverleger, Flötenbauer und Komponist                   |       |       |
| 15. Juli | Louise Henry                      | deutsche Malerin                                                                  | 41    |       |
| 15. Juli | Winthrop Mackworth Praed          | englischer Politiker und Schriftsteller                                           | 36    |       |
| 16. Juli | Franz Xaver Glöggl                | österreichischer Musiker, Domkapellmeister                                        | 75    |       |
| 16. Juli | Christian August Günther          | deutscher Jurist                                                                  | 81    |       |
| 16. Juli | Wilhelm Metternich                | Landtagsabgeordneter Großherzogtum Hessen                                         | 51    |       |
| 19. Juli | Friedrich Wilhelm von der Groeben | preußischer Generalleutnant und Kommandant von Koblenz und Ehrenbreitstein        | 64    |       |
| 19. Juli | Maurice de Guérin                 | französischer Schriftsteller                                                      | 28    |       |
| 21. Juli | Abraham Vanderveer                | US-amerikanischer Politiker                                                       |       |       |
| 23. Juli | Friedrich von Zimmermann          | preußischer Generalmajor                                                          | 61    |       |
| 24. Juli | Gabriele von Baumberg             | österreichische Schriftstellerin und Dichterin                                    | 73    |       |
| 25. Juli | Johann Daniel Osterrieth          | Architekt des Klassizismus, Berner Stadtbaumeister                                | 70    |       |
| 26. Juli | Johann Adam Reum                  | deutscher Botaniker und Professor                                                 | 59    |       |
| 28. Juli | Israel Julius Elkan               | deutscher Bankier                                                                 | 62    |       |
| 28. Juli | Philipp Wilhelm van Heusde        | niederländischer Philosoph, Historiker, Philologe und Rhetoriker                  | 61    |       |
| 29. Juli | Carl von Brauchitsch              | deutscher Landstallmeister                                                        | 84    |       |
| 29. Juli | Christian Ludwig Neuffer          | deutscher Dichter und Theologe                                                    | 70    |       |
| 29. Juli | Gaspard de Prony                  | französischer Mathematiker und Hydrauliker/Wasserbauingenieur                     | 84    |       |
| 30. Juli | Friedrich Gustav Schilling        | deutscher Schriftsteller                                                          | 72    |       |

## August
| Tag        | Name                                              | Beruf, bekannt als                                                             | Alter | Beleg |
| ---------- | ------------------------------------------------- | ------------------------------------------------------------------------------ | ----- | ----- |
| 1. August  | Martin Haffner                                    | fränkischer Gutsbesitzer und Politiker                                         | 61    |       |
| 3. August  | Dorothea Schlegel                                 | deutsche Literaturkritikerin, Schriftstellerin                                 | 74    |       |
| 4. August  | Innis Green                                       | US-amerikanischer Politiker                                                    | 63    |       |
| 7. August  | Bernhard von Eskeles                              | österreichischer Bankier                                                       | 86    |       |
| 7. August  | Erasme Louis Surlet de Chokier                    | belgischer Staatsmann                                                          |       |       |
| 8. August  | Heinrich von Schwerin                             | preußischer Landrat, Landschaftsdirektor                                       | 62    |       |
| 9. August  | Friedrich I. zu Leiningen-Westerburg-Altleiningen | deutscher Graf aus dem Adelsgeschlecht Leiningen, Standesherr und Abgeordneter | 77    |       |
| 10. August | François Le Goullon                               | französischer Koch und Autor                                                   | 81    |       |
| 12. August | James Steuart-Denham, 8. Baronet                  | britischer General und Politiker                                               | 95    |       |
| 14. August | Daniel Heinrich Jobst                             | preußischer Land- und Stadtgerichtsrat                                         | 54    |       |
| 16. August | Christian Gotthelf Pienitz                        | deutscher Arzt und Geburtshelfer                                               | 65    |       |
| 18. August | Carl Friedrich Löbbecke                           | Bankier und Abgeordneter                                                       | 70    |       |
| 18. August | David von Wyss                                    | Schweizer Politiker                                                            | 76    |       |
| 20. August | Wilhelm I.                                        | Herzog zu Nassau                                                               | 47    |       |
| 21. August | Friedrich Wilhelm Grabau                          | Kaufmann und Ratsherr der Hansestadt Lübeck                                    | 56    |       |
| 22. August | Johann Hartmann Bernhard                          | hessischer Orgelbauer                                                          | 65    |       |
| 23. August | Charles Philippe Lafont                           | französischer Violinspieler                                                    | 57    |       |
| 25. August | Friedrich von Eisenhart                           | preußischer Generalmajor                                                       | 69    |       |
| 26. August | Benjamin Knower                                   | US-amerikanischer Händler, Bankier und Politiker                               |       |       |
| 26. August | Rudolf Friedrich Ludloff                          | deutscher Ökonom, Landkammerrat                                                | 38    |       |
| 26. August | Ludwig von Roll                                   | Schweizer Offizier, Politiker und Unternehmer                                  | 68    |       |
| 27. August | James Clark                                       | US-amerikanischer Politiker                                                    | 60    |       |
| 27. August | Alexander Iwanowitsch Odojewski                   | russischer Schriftsteller                                                      | 36    |       |
| 28. August | François Régis de La Bourdonnaye                  | französischer Minister                                                         | 72    |       |
| 28. August | Johann Friedrich Reitemeier                       | deutscher Rechtswissenschaftler und Hochschullehrer                            | 84    |       |
| 28. August | William Smith                                     | englischer Ingenieur und Geologe                                               | 70    |       |

## September
| Tag           | Name                                        | Beruf, bekannt als                                              | Alter | Beleg |
| ------------- | ------------------------------------------- | --------------------------------------------------------------- | ----- | ----- |
| 1. September  | Vicenç Cuyàs                                | katalanischer Komponist                                         |       |       |
| 1. September  | Philipp von Zwackh                          | bayerischer Geheimrat und Direktor des Oberappellationsgerichts | 73    |       |
| 3. September  | Wilhelmine von Sparre                       | deutsche Briefautorin                                           |       |       |
| 4. September  | Hermann Olshausen                           | deutscher evangelischer Theologe und Hochschullehrer            | 43    |       |
| 7. September  | Albert Galliton Harrison                    | US-amerikanischer Politiker                                     | 39    |       |
| 9. September  | Johann Christoph Funck                      | deutscher Brauereibesitzer und Politiker                        |       |       |
| 9. September  | Johannes Hegetschweiler                     | Schweizer Mediziner, Botaniker und Politiker                    | 49    |       |
| 10. September | James Maitland, 8. Earl of Lauderdale       | britischer Staatsmann                                           | 80    |       |
| 11. September | Leopold Bleibtreu                           | deutscher Bergmeister                                           | 62    |       |
| 11. September | Wilhelm Ernst August von Schlieben          | deutscher Statistiker                                           | 58    |       |
| 12. September | Paul Julius Arter                           | Schweizer Zeichner                                              | 42    |       |
| 12. September | Johann Evangelist Deischer                  | deutscher Kirchenmusiker und Domkapellmeister                   | 37    |       |
| 14. September | Giuseppe Mosca                              | italienischer Opernkomponist                                    | ≈67   |       |
| 14. September | Rudolf Rohrer                               | österreichischer Verleger und Botaniker                         | 33    |       |
| 15. September | Phineas Miner                               | US-amerikanischer Politiker                                     | 61    |       |
| 16. September | Andreas von Löwis of Menar                  | baltischer Autor, Zeichner und Historiker                       | 61    |       |
| 19. September | Carl August Schwetschke                     | deutscher Verleger                                              | 82    |       |
| 20. September | Thomas Bibb                                 | US-amerikanischer Politiker                                     | 56    |       |
| 20. September | Thomas Masterman Hardy                      | britischer Marineoffizier, Admiral                              | 70    |       |
| 21. September | Laurent Imbert                              | französischer Missionar, Bischof und Märtyrer                   | 43    |       |
| 21. September | Gottfried Weber                             | deutscher Musiktheoretiker und Komponist                        | 60    |       |
| 22. September | Paul Chong Hasang                           | koreanischer Märtyrer                                           |       |       |
| 24. September | Robert Young Hayne                          | US-amerikanischer Politiker                                     | 47    |       |
| 24. September | Christian Friedrich Osiander                | deutscher Buchhändler                                           | 50    |       |
| 24. September | Thomas Winnington, 3. Baronet               | britischer Politiker                                            | 60    |       |
| 25. September | Henri-Marie Lenoury                         | französischer General der Artillerie                            | 67    |       |
| 26. September | Georg Gottlieb Ammon                        | deutscher Pferdezüchter und Autor                               | 66    |       |
| 26. September | Richard Edgcumbe, 2. Earl of Mount Edgcumbe | britischer Adliger und Politiker                                | 75    |       |
| 27. September | James C. Alvord                             | US-amerikanischer Politiker                                     | 31    |       |
| 28. September | William Dunlap                              | US-amerikanischer Maler und Schriftsteller                      | 73    |       |
| 29. September | Christian August Jannowitz                  | Baumwollfabrikant, Erbauer der Berliner Jannowitzbrücke         |       |       |
| 29. September | Friedrich Mohs                              | deutscher Mineraloge                                            | 66    |       |
| 30. September | Joseph François Michaud                     | französischer Historiker                                        | 72    |       |
| 30. September | Joseph Maria Wolfram                        | böhmischer Komponist                                            | 50    |       |

## Oktober
| Tag         | Name                                             | Beruf, bekannt als                                                      | Alter | Beleg |
| ----------- | ------------------------------------------------ | ----------------------------------------------------------------------- | ----- | ----- |
| 1. Oktober  | Josef Perl                                       | jüdischer Aufklärer                                                     | 65    |       |
| 2. Oktober  | August Albanus                                   | deutscher Pädagoge und Geistlicher, Gelegenheitsdichter und Herausgeber | 73    |       |
| 2. Oktober  | Jan ten Brink                                    | niederländischer klassischer Philologe                                  | 68    |       |
| 2. Oktober  | William McLean                                   | US-amerikanischer Politiker und Richter                                 | 45    |       |
| 3. Oktober  | Joaquín Beristáin                                | mexikanischer Komponist, Dirigent und Cellist                           | 22    |       |
| 3. Oktober  | Moses Sofer                                      | orthodoxer Rabbiner                                                     | 77    |       |
| 6. Oktober  | Jesse Buel                                       | US-amerikanischer Drucker, Zeitungsbesitzer, Richter und Politiker      | 61    |       |
| 6. Oktober  | William Light                                    | australischer Vermesser                                                 | 53    |       |
| 7. Oktober  | Christoph August Traxel                          | deutscher Autor und Journalist                                          | 37    |       |
| 8. Oktober  | Joachim-Jean-Xavier d’Isoard                     | französischer Geistlicher, Erzbischof, Kardinal                         | 72    |       |
| 11. Oktober | Alcipe                                           | portugiesische Adlige, Lyrikerin und Übersetzerin                       | 88    |       |
| 11. Oktober | Johann Jacob Mezler                              | deutscher Maler                                                         | 35    |       |
| 12. Oktober | Friedrich Wilhelm Belgicus von Bentheim-Bentheim | österreichischer Feldmarschallleutnant                                  | 57    |       |
| 15. Oktober | Henriette Voigt                                  | deutsche Pianistin und Salonière                                        | 30    |       |
| 17. Oktober | Johann Friedrich Jacob Reichenbach               | deutscher Altphilologe und Pädagoge                                     | 79    |       |
| 18. Oktober | François-Josèphe Kinson                          | flämischer Maler                                                        | 68    |       |
| 19. Oktober | Chauncey Forward                                 | US-amerikanischer Politiker                                             | 46    |       |
| 19. Oktober | Joseph M. White                                  | US-amerikanischer Politiker                                             | 58    |       |
| 22. Oktober | George Campbell, 6. Duke of Argyll               | britischer Peer und Politiker                                           | 71    |       |
| 25. Oktober | Conrad Karl Friedrich von Andlau-Birseck         | badischer Politiker und leitender Staatsminister                        | 72    |       |
| 25. Oktober | Max Habicht                                      | deutscher Arabist                                                       | 64    |       |
| 26. Oktober | Joseph Franz von Jacquin                         | österreichischer Chemiker und Botaniker                                 | 73    |       |
| 28. Oktober | Leopold Löwe                                     | deutscher Theaterschauspieler, Sänger, Komponist und Theaterdirektor    | 62    |       |
| 28. Oktober | William Wilson Potter                            | US-amerikanischer Politiker                                             | 46    |       |
| 28. Oktober | Francesco Tiberi                                 | italienischer Kardinal der Römischen Kirche                             | 66    |       |
| 29. Oktober | Johann Nepomuk Fuchs                             | österreichischer Komponist und Kapellmeister                            | 73    |       |

## November
| Tag          | Name                                   | Beruf, bekannt als                                                                                    | Alter | Beleg |
| ------------ | -------------------------------------- | --- | ----- | ----- |
| 1. November  | Karl Christian Schweickart             | Landtagsabgeordneter Großherzogtum Hessen                                                             | 70    |       |
| 2. November  | Georg Heinrich Ludwig Nicolovius       | deutscher Jurist und preußischer Ministerialbeamter                                                   | 72    |       |
| 2. November  | Johann Karl Osterhausen                | deutscher Mediziner                                                                                   | 74    |       |
| 3. November  | Christine Leibnitz                     | deutsche Theaterschauspielerin und Opernsängerin                                                      | ≈56   |       |
| 4. November  | Christian Johann Nepomuk Dassanowsky   | österreichischer Hofbeamter und Staatsmann                                                            | 59    |       |
| 5. November  | Claude-Henri Belgrand de Vaubois       | französischer General                                                                                 | 91    |       |
| 6. November  | John Lander                            | englischer Afrikaforscher                                                                             | 32    |       |
| 6. November  | Franz Xaver Lettner                    | deutscher Pfarrer, Musiker und Komponist                                                              | 79    |       |
| 7. November  | Emmanuele De Gregorio                  | italienischer Bischof und Kurienkardinal                                                              | 80    |       |
| 8. November  | Gustav Preyer                          | deutscher Maler                                                                                       | 38    |       |
| 9. November  | Mathias Morris                         | US-amerikanischer Politiker                                                                           | 52    |       |
| 10. November | Franz Xaver Biegger                    | deutscher Jurist und Mitglied der Württembergischen Landstände                                        | 38    |       |
| 10. November | James Elliot                           | US-amerikanischer Politiker                                                                           | 64    |       |
| 10. November | Thomas H. Hughes                       | US-amerikanischer Politiker                                                                           | 70    |       |
| 11. November | Ignaz von Schönfeld                    | österreichischer Beamter, Unternehmer und Genealoge                                                   |       |       |
| 12. November | William Edward Miller                  | britischer Violinist, Komponist und methodistischer Geistlicher                                       | 73    |       |
| 12. November | Nahum Parker                           | US-amerikanischer Politiker                                                                           | 79    |       |
| 15. November | Giocondo Albertolli                    | Schweizer Bildhauer und Architekt                                                                     | 97    |       |
| 15. November | William Murdoch                        | schottischer Ingenieur und Erfinder                                                                   | 85    |       |
| 16. November | Baruch Bendit Goitein                  | Rabbiner                                                                                              |       |       |
| 17. November | Pierre-Louis de Blacas d’Aulps         | französischer Staatsmann und Diplomat                                                                 | 68    |       |
| 18. November | Solomon Southwick                      | US-amerikanischer Redakteur, Zeitungseigentümer und Politiker                                         | 65    |       |
| 18. November | Wilhelmine von Wrochem                 | deutsche Flötistin, Opernsängerin (Sopran) und Theaterschauspielerin                                  | 40    |       |
| 20. November | Johann von Pronath                     | bayerischer Verwaltungsbeamter und Politiker                                                          | 82    |       |
| 20. November | Johann Christian Gotthelf Schinke      | deutscher Geistlicher und Autor                                                                       | 56    |       |
| 20. November | John Williams                          | britischer Missionar in der Südsee                                                                    | 43    |       |
| 21. November | Nikolaus von Flüe                      | Schweizer Offizier in französischen Diensten und Landeshauptmann                                      | 75    |       |
| 23. November | Franz Joseph von Bretfeld-Chlumczansky | böhmischer Jurist, Historiker, Genealoge und Schriftsteller                                           | 62    |       |
| 23. November | Wilhelm Friedrich Overmann             | deutscher Orgelbauer                                                                                  | 50    |       |
| 27. November | Heinrich Albrecht Gütschow             | Kaufmann und Ratsherr der Hansestadt Lübeck                                                           | 72    |       |
| 27. November | Samuel Ward                            | US-amerikanischer Bankier                                                                             | 53    |       |
| 29. November | Wilhelmine von Sagan                   | Herzogin von Sagan, Prinzessin von Kurland und Semgallen, Besitzerin der böhmischen Herrschaft Náchod | 58    |       |
| 30. November | Philemon Beecher                       | US-amerikanischer Politiker                                                                           |       |       |

## Dezember
| Tag          | Name                                  | Beruf, bekannt als                                              | Alter | Beleg |
| ------------ | ------------------------------------- | --------------------------------------------------------------- | ----- | ----- |
| 1. Dezember  | Jean-Baptiste de Latil                | französischer Kardinal und Bischof                              | 78    |       |
| 3. Dezember  | Friedrich VI.                         | König von Dänemark und Norwegen                                 | 71    |       |
| 4. Dezember  | Samuel Butler                         | englischer Gelehrter und anglikanischer Bischof                 | 65    |       |
| 6. Dezember  | Christoph Wilhelm Zuckermandel        | deutscher Schneider und Mathematiker                            | 72    |       |
| 7. Dezember  | Andreas Metz                          | deutscher Geistlicher, Philosoph, Mathematiker und Professor    | 72    |       |
| 7. Dezember  | Jan August Vitásek                    | böhmischer Komponist                                            | 69    |       |
| 8. Dezember  | Alexandrine Charlotte de Rohan-Chabot | französischer Aristokrat und Militär                            | 76    |       |
| 10. Dezember | Johann Daniel Hensel                  | deutscher Pädagoge, Schriftsteller und Komponist                | 81    |       |
| 11. Dezember | Robert Humphrey Marten                | britischer Unternehmer und Ehrenbürger der Stadt Magdeburg      | 76    |       |
| 11. Dezember | Friedrich Wranitzky                   | österreichischer Cellist                                        | 41    |       |
| 15. Dezember | Mathieu Ignace van Brée               | belgischer Maler, Bildhauer und Architekt                       | 66    |       |
| 15. Dezember | Justus Heinrich Dresler               | deutscher Mathematiker                                          | 64    |       |
| 15. Dezember | Ignaz Aurelius Feßler                 | Schriftsteller, Geistlicher und Freimaurer                      | 83    |       |
| 15. Dezember | Alexander Gerard                      | schottischer Geograph und Entdecker                             | 47    |       |
| 15. Dezember | August Julius Edmund Pflugk           | deutscher Klassischer Philologe und Gymnasiallehrer             | 36    |       |
| 18. Dezember | Meshack Franklin                      | US-amerikanischer Politiker                                     |       |       |
| 19. Dezember | Meinrad Amann                         | Abt des Stifts St. Paul im Lavanttal (1826–1836)                | 54    |       |
| 19. Dezember | Aloys Mooser                          | Instrumenten- und Orgelbauer in Freiburg im Uechtland (Schweiz) | 69    |       |
| 20. Dezember | Franz Jäger                           | Architekt, bürgerlicher und Hofsteinmetzmeister, Kunstsammler   | 58    |       |
| 21. Dezember | Andreas Dung-Lac                      | vietnamesischer katholischer Priester                           |       |       |
| 21. Dezember | Hans Conrad Finsler                   | Schweizer Politiker und Militär                                 | 74    |       |
| 21. Dezember | Josef von Knorr                       | österreichischer Staatsbeamter und Gutsbesitzer                 | 57    |       |
| 21. Dezember | Johann Martin Joseph Windeck          | deutscher Jurist, Oberbürgermeister von Bonn                    | 74    |       |
| 22. Dezember | Robert Todd Lytle                     | US-amerikanischer Politiker (Demokratische Partei)              | 35    |       |
| 23. Dezember | Christian Adolf Deutrich              | sächsischer Kommunalpolitiker und Bürgermeister von Leipzig     | 56    |       |
| 23. Dezember | James L. Hogeboom                     | US-amerikanischer Politiker                                     | 73    |       |
| 25. Dezember | Meyer Israel Bresselau                | Notar und Vertreter des Reformjudentums                         | 54    |       |
| 25. Dezember | Samuil Vulcan                         | rumänischer Priester, Bischof von Großwardein                   | 79    |       |
| 26. Dezember | Louise Moltke                         | deutsche Theaterschauspielerin                                  |       |       |
| 26. Dezember | Laurent Truguet                       | französischer Admiral und Politiker                             | 87    |       |
| 27. Dezember | Giuseppe Pisani                       | italienischer Bildhauer                                         |       |       |
| 28. Dezember | Joseph Hunter Bryan                   | US-amerikanischer Politiker                                     | 57    |       |
| 29. Dezember | Antonio Nibby                         | italienischer Klassischer Archäologe und Topograph              | 47    |       |
| 30. Dezember | William Hilton                        | englischer Maler                                                | 53    |       |
| 30. Dezember | Abraham J. Williams                   | US-amerikanischer Politiker, Gouverneur von Missouri            | 58    |       |
| 31. Dezember | Hyacinthe-Louis de Quélen             | französischer Geistlicher, Erzbischof von Paris                 | 61    |       |
| 31. Dezember | Tom Souville                          | französischer Freibeuter, Korsar und Freimaurer                 | 62    |       |
| 31. Dezember | Franz von Veltheim                    | Gutsbesitzer und preußischer Oberberghauptmann                  | 54    |       |

## Datum unbekannt
| Tag | Name                               | Beruf, bekannt als                                                                                    | Alter | Beleg |
| --- | ---------------------------------- | --- | ----- | ----- |
|     | Johann Ferdinand Albert            | deutscher Beamter                                                                                     |       |       |
|     | Nidhu Babu                         | bengalischer Komponist und Musiker                                                                    |       |       |
|     | Friedrich Baumgarte                | deutscher Maler und Lithograf, Drucker und Verleger                                                   |       |       |
|     | Ernst August Delius                | deutscher Unternehmer und Leinenhändler                                                               |       |       |
|     | Georg Gustav Detharding            | deutscher Mediziner (Gynäkologe), Botaniker und Malakologe                                            |       |       |
|     | Juan Galindo                       | mittelamerikanischer Unabhängigkeitskämpfer spanisch-englisch-irischer Herkunft                       |       |       |
|     | Angelis Gatsos                     | griechischer Militärkommandeur und Oberst                                                             |       |       |
|     | Frederik von Hauch                 | Generalpostdirektor in Dänemark                                                                       |       |       |
|     | Karl Gustav Friedrich Hüttenschmid | deutscher Apotheker, tätig in Zürich                                                                  |       |       |
|     | Pierre César Labouchère            | niederländischer Bankier                                                                              |       |       |
|     | Anna Maria Lasinsky                | deutsche Dichterin der Romantik                                                                       |       |       |
|     | Karl Lauckhard                     | Beamter, Kommunalpolitiker, Notar, Bürgermeister                                                      |       |       |
|     | Sybil Ludington                    | Person im US-Unabhängigkeitskrieg                                                                     |       |       |
|     | Ludwig Minnigerode                 | Präsident der hessen-darmstädtischen Regierung in Arnsberg und Präsident des Hofgerichts in Darmstadt |       |       |
|     | Carl Miedke                        | deutscher Schauspieler, Regisseur und Theaterautor                                                    |       |       |
|     | Federico Moretti                   | spanischer Offizier, Komponist und Gitarrist                                                          |       |       |
|     | Benjamin Morrell                   | US-amerikanischer Segelkapitän und Forscher                                                           |       |       |
|     | Johann Valerian Müller             | deutscher Architekt und preußischer Baubeamter                                                        |       |       |
|     | Marie Paradis                      | französische Alpinistin                                                                               |       |       |
|     | Nikolaus Rummel d. J.              | altösterreichischer Orgelbauer                                                                        | ≈94   |       |